# Phintella lucai
Phintella lucai là một loài nhện trong họ Salticidae.
Loài này thuộc chi Phintella. Phintella lucai được Marek Żabka miêu tả năm 1985.